# ジェラシー・ジェラシー
「ジェラシー・ジェラシー」は、1993年4月21日に発売された中島みゆきの29作目のシングル。

## 解説
- タイトルの「ジェラシー・ジェラシー」はギターを前面に出した変拍子の激しい曲である。
- カップリングの「兆しのシーズン」は筒美京平が作曲を担当している。
- 両曲共に中島のオリジナルアルバムには未収録である。
- 2022年11月28日にこのシングルは、ヤマハミュージックコミュニケーションズによりデジタル・ダウンロード配信された。

## 収録曲

### 8cmCD
| 全作詞: 中島みゆき、全編曲: 瀬尾一三。 |                                    |            |            |      |
| #                                      | タイトル                           | 作詞       | 作曲       | 時間 |
| 1.                                     | 「ジェラシー・ジェラシー」         | 中島みゆき | 中島みゆき | 4:36 |
| 2.                                     | 「兆しのシーズン」                 | 中島みゆき | 筒美京平   | 4:52 |
| 3.                                     | 「ジェラシー・ジェラシー」(TV MIX) | 中島みゆき |            | 4:33 |
| 合計時間:                              | 合計時間:                          | 合計時間:  | 14:01      |      |

### CT
| 全作詞: 中島みゆき、全編曲: 瀬尾一三。 |                            |            |            |      |
| #                                      | タイトル                   | 作詞       | 作曲       | 時間 |
| 1.                                     | 「ジェラシー・ジェラシー」 | 中島みゆき | 中島みゆき | 4:36 |
| 2.                                     | 「兆しのシーズン」         | 中島みゆき | 筒美京平   | 4:52 |
| 合計時間:                              | 合計時間:                  | 合計時間:  | 9:28       |      |

| 全編曲: 瀬尾一三。 |                                    |           |            |      |
| #                  | タイトル                           | 作詞      | 作曲       | 時間 |
| 1.                 | 「ジェラシー・ジェラシー」(TV MIX) |           | 中島みゆき | 4:33 |
| 2.                 | 「兆しのシーズン」(TV MIX)         |           | 筒美京平   | 4:52 |
| 合計時間:          | 合計時間:                          | 合計時間: | 9:25       |      |

## 収録作品

### アルバム
| 曲名                   | 収録アルバム   | 発売日        | 備考           |
| ---------------------- | -------------- | ------------- | -------------- |
| ジェラシー・ジェラシー | 『Singles II』 | 1994年4月21日 | ベストアルバム |
| 兆しのシーズン         | 『Singles II』 | 1994年4月21日 | ベストアルバム |

## カバー
| 曲名                   | アーティスト | 収録作品               | 発売日        | 備考 |
| ---------------------- | ------------ | ---------------------- | ------------- | ---- |
| ジェラシー・ジェラシー | 真矢みき     | 『赤と黒のキャバレー』 | 2004年10月6日 |      |